# 4396 Ґрессманн
4396 Ґрессманн (4396 Gressmann) — астероїд головного поясу, відкритий 3 травня 1981 року.
Тіссеранів параметр щодо Юпітера — 3,624.